# Mach' mir die Welt zum Paradies
Mach' mir die Welt zum Paradies, är en tysk-svensk film från 1930 i regi av Paul Merzbach. I huvudrollerna ses Gösta Ekman och Anita Dorris.

## Om filmen
Filmen premiärvisades 12 september 1930 på Primus-Palast i Berlin. Filmen spelades in i Filmstaden Råsunda med exteriörer från Stockholm av J. Julius. För koreografin svarade Axel Witzansky. 
Som förlaga anger man Gösta Ekmans memoarer Den tänkande August som utgavs 1928, men detta överensstämmer dock inte med handlingen. Samtidigt med inspelningen gjordes en svensk version med titeln För hennes skull, Gösta Ekman var den enda skådespelaren som medverkade i båda filmatiseringarna.

## Rollista i urval
- Gösta Ekman - Gunnar Lanner
- Anita Dorris - Isabell Keller
- Rolf von Goth - Robert Keller, hennes man
- Sophie Pagay - Frau Lanner, Gunnars mor
- Charles Puffy - teaterdirektören
- Albert Paulig - impressarion
- Karl Harbacher - teateragenten
- Carl Walther Meyer

## Musik i filmen
- Isabell, oh Isabell (Åh, Isabell), kompositör Jules Sylvain, tysk text Walter Reisch och Armin Robinson, sång Gösta Ekman
- Du machst die Welt zum Paradies (För hennes skull), kompositör Jules Sylvain, tysk text Walter Reisch och Armin Robinson, sång Gösta Ekman